# Elitserien i orientering
Elitserien i orientering er en svensk serie af uafhængige stævner i Sverige, hvor resultaterne omregnes til point, der lægges sammen. Den løber med flest point ved seriens slutning vinder. Det er også tilladt for orienteringsløbere fra udlandet at deltage. Serien blev for første gang gennemført i 2000. Elitserien startede med det formål, at ville forbedre kvaliteten af orienteringsstævner, og dermed øge interessen for eliteorientering.

## Vindere
| År   | Damer                                | Herrer                                    |
| ---- | ------------------------------------ | ----------------------------------------- |
| 2000 | Karolina Arewång, Domnarvets GoIF    | Niclas Jonasson, Leksands OK              |
| 2001 | Anette Granstedt, IK Hakarpspojkarna | Michail Mamleev, Ronneby OK               |
| 2002 | Emma Engstrand, Stora Tuna IK        | Johan Näsman, IFK Lidingös Skid o OK      |
| 2003 | Karolina Arewång, Domnarvets GoIF    | Michail Mamleev, OK Orion                 |
| 2004 | Simone Niggli-Luder, Ulricehamns OK  | Mats Troeng, OK Linné                     |
| 2005 | Simone Niggli-Luder, Ulricehamns OK  | Valentin Novikov, Delta (FIN)             |
| 2006 | Simone Niggli-Luder, Ulricehamns OK  | Jonas Pilblad, OK Skogsfalken             |
| 2007 | Simone Niggli-Luder, Ulricehamns OK  | Peter Öberg, OK Hällen                    |
| 2008 | Helena Jansson, IF Hagen             | Peter Öberg, OK Hällen                    |
| 2009 | Helena Jansson, IF Hagen             | Emil Wingstedt, Halden SK                 |
| 2010 | Annika Billstam, IFK Lidingö         | David Andersson, Malungs OK Skogsmårdarna |
| 2011 | Annika Billstam, IFK Lidingö         | William Lind, Malungs OK Skogsmårdarna    |